# Comisión Woodhead
La Comisión Woodhead (oficialmente Comisión de partición de Palestina) era una comisión técnica británica creada para proponer un esquema detallado de partición para el Mandato británico de Palestina, incluyendo recomendaciones de las fronteras de partición y examen de aspectos económicos y financieros de la Comisión Peel.
La comisión fue designada a final de febrero de 1938 y llevó sus investigaciones desde abril a primeros de agosto de 1938. Rechazó el plan de la comisión Peel por la gran cantidad de transferencia de población árabe e requería. Consideró otros dos planes. Prefirió una modificación del plan de partición, que formara un esquema de asentamientos satisfactorio, si el gobierno de Reino Unido aceptara "la muy considerable carga financiera implicada", para equilibrar el presupuesto del estado árabe. En este plan toda Galilea y el corredor de Jafa a Jerusalén permanecerían bajo mandato británico.
Publicó sus conclusiones el 9 de noviembre de 1938, tras lo cual el gobierno británico rechazó la inminente partición de Palestina por las insuperables dificultades políticas, administrativas y financieras que implicaba. Gran Bretaña convocó las Conferencia de Londres de 1939, para que las partes implicadas encontraran un acuerdo. 

## Visión general

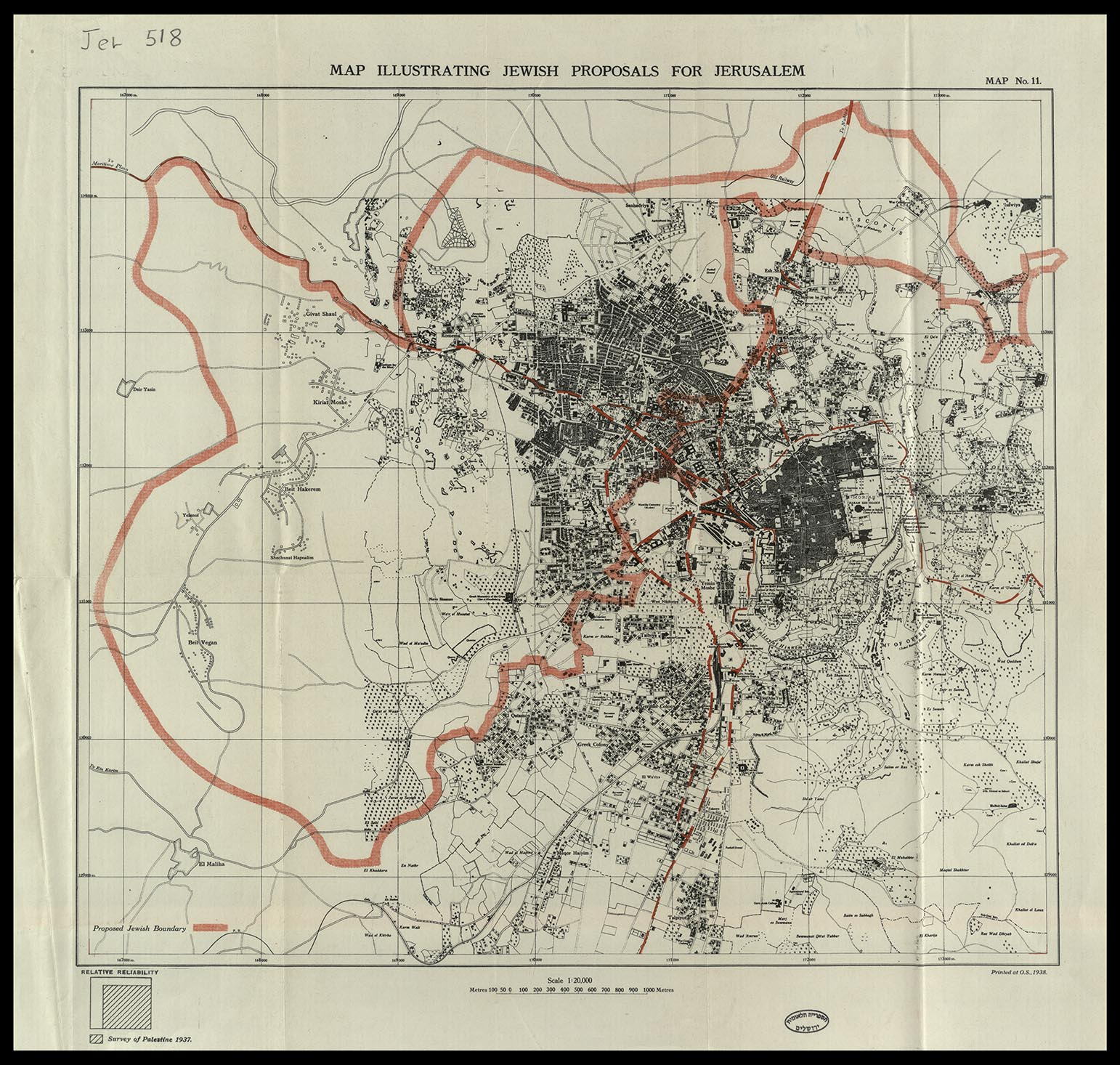
El mapa que ilustra propuestas judías para partición de Jerusalén, presentado a la comisión Woodhead.

Los árabes revitalizaron su revolución tras la publicación del informe de la Comisión Peel y el gabinee británico, asustado, votó secretamente contra la partición el 8 de diciembre de 1937. La comisión Woodhead se designó con el deber oficial de implementar las propuestas de Peel, pero en realidad las enterró. La comisión incluía a Sir John Woodhead, anteriormente funcionario en la India, Sir Alison Russell, un abogado, Percival Waterfield y Thomas Reid, también funcionario en la india. Se le encomendó examinar el plan de la Comisión Peel en detalle, para "recomendar los límites para las áreas propuestas como árabes, judías y los enclaves se retenidos permanentemente o temporalmente por el Mandato británico". Así como "examinar e informar las cuestiones económicas, financieras implicadas en la partición, sobre las que se debiera tomar decisiones".
Sin embargo, la designación de la comisión fue referida por la Oficina Colonial como un instrumento para liberar a Gran Bretaña de sus obligaciones respecto al plan. De acuerdo a la decisión del gabinete británico, Woodhead fue avisado secretamente que entraba dentro de la autoridad de la comisión, decidir que "ningún esquema posible podría realizarse". Sir George Rendel, director del Departamento del Este del Ministerio de Asuntos Exteriores, hizo todo lo posible para asegurarse que la comisión alcanzara la "conclusión correcta", influyendo en la elección de personal y colocando su propio memorándum ante la comisión como documentación aportada.
La Comisión estuvo unos tres meses en Palestina, recabando información de testigos en 55 sesiones. Ningún árabe se presentó a declarar, aunque el rey Abdullah de Transjordania escribió a Woodhead mostrando su apoyo a la partición, así como a recibir a la comisión en Amán.
La comisión encontró que no se podría establecer un estado árabe autosuficiente si "contenía un gran número de judíos, cuya contribución a las arcas públicas solo permitiera al estado balancear su presupuesto". Como el estado árabe necesitaría los territorios del mandato para agricultura y granja y el estado judío los necesitaría a ellos para la industria, la comisión propuso una unión de fronteras."
En su informe, examinaron tres modificaciones posibles a la propuesta de la de Comisión Peel, que llamaron Plan A, B y C. Estos planes proponían la creación de un estado judío rodeado por un estado árabe mayor y una zona británica. Los tres planes son los siguientes:  

### Plan A

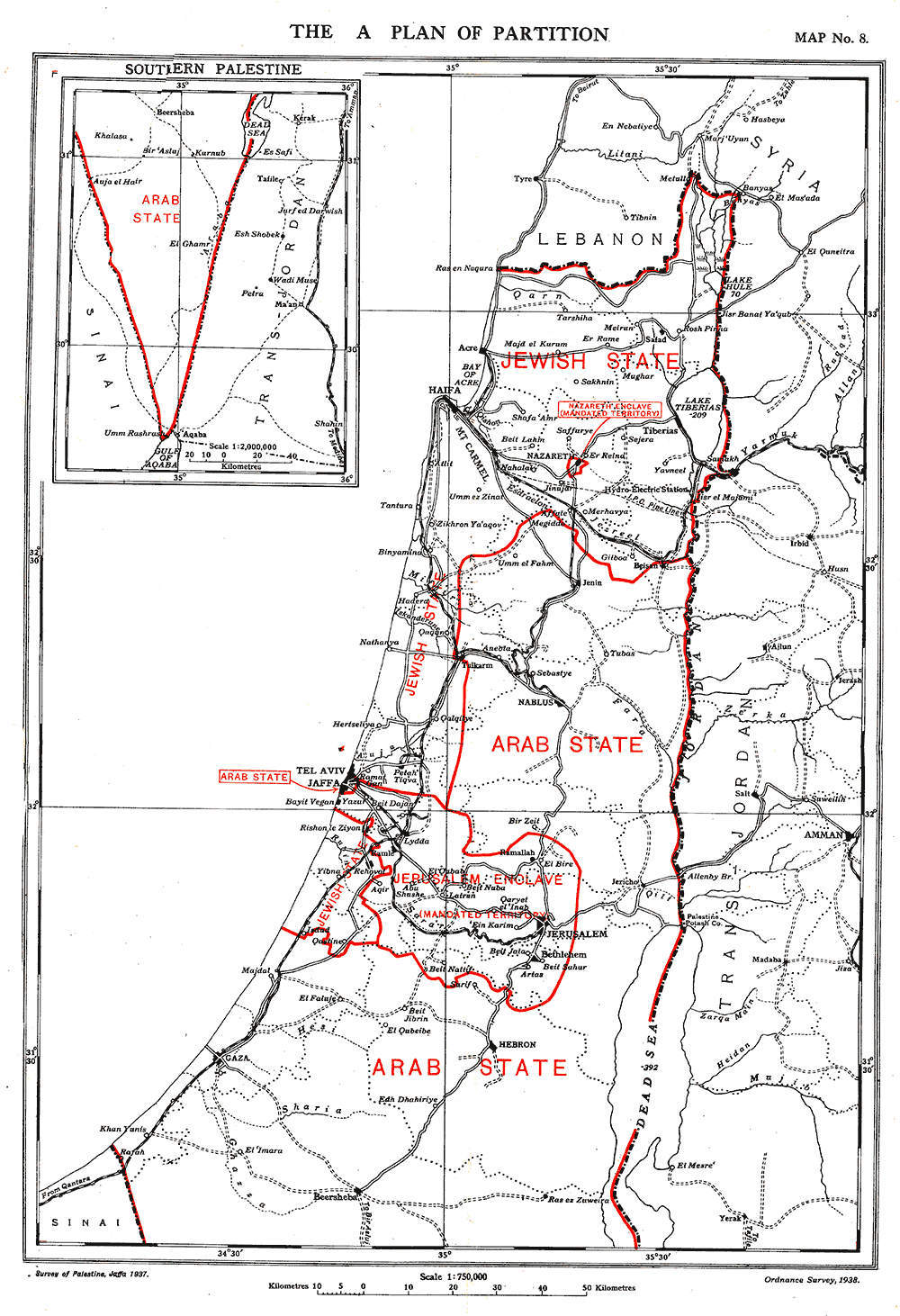
Plan A de la comisión Woodhead

El plan A estaba basado en el plan de la comisión Peel, con las fronteras redibujadas "más exactamente, usando su esquemas como guía" Proponía un estado judío costero, un corredor bajo el mandato británico, de Jerusalén a la ciudad costera de Jaffa, y el resto del territorio palestino fusionado con Transjordania en un Estado Árabe. 
Jaffa (sin Tel Aviv) estaba incluido en el corredor del mandato en el plan Peel, pero en el Plan A correspondía al Estado Árabe.
En el Plan A, se estimaba que el Estado Árabe tendría 7200 judíos y 485.200 árabes, y que el Estado Judío tendría 304.900 judíos y 294.700 árabes.

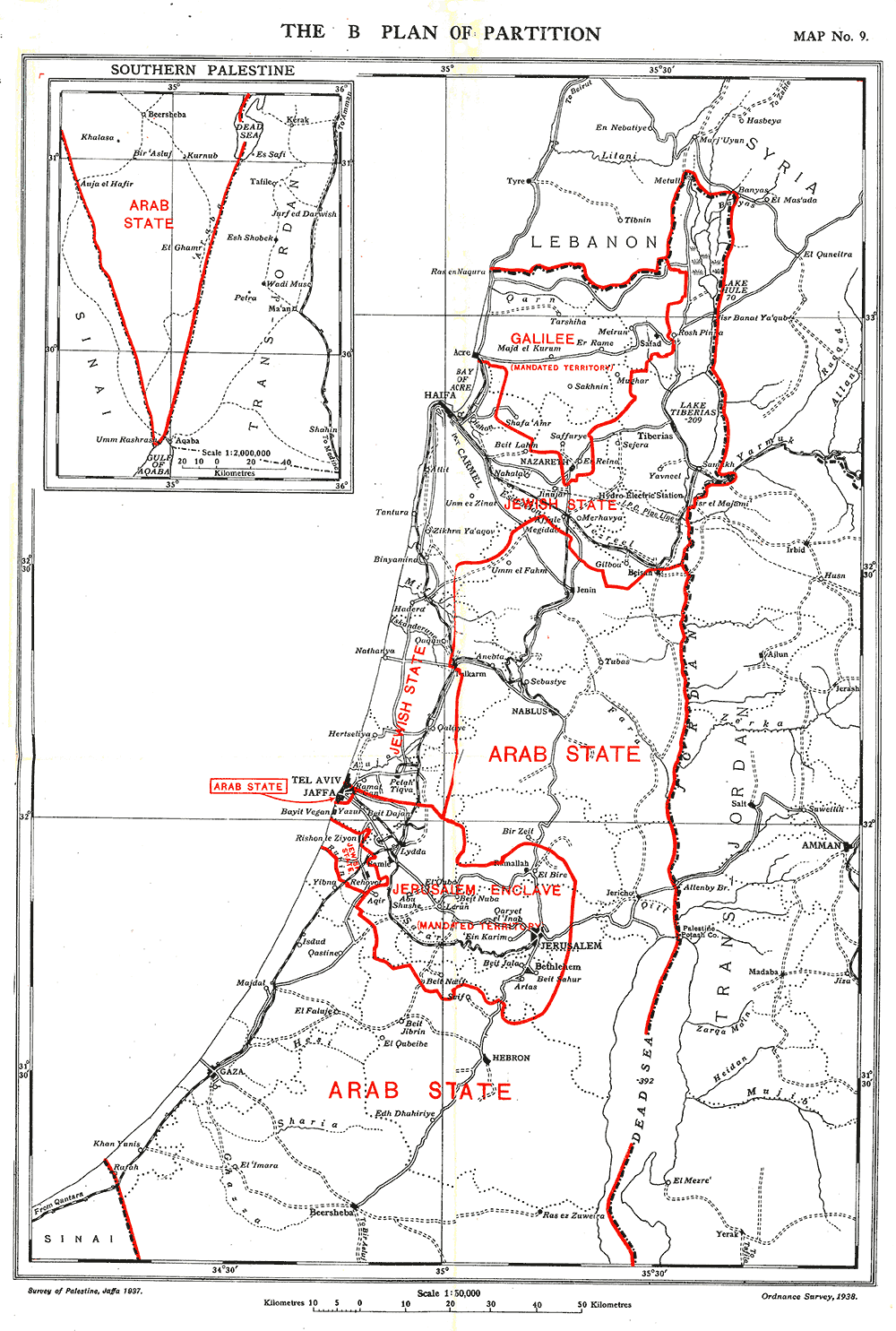
Plan B de la comisión Woodhead

El plan B era el mismo que el plan A, excepto que reducía el Estado Judío añadiendo Galilea a área del mandato permanente. La zona sudeste de la región sur de Jaffa quedaría en el Estado Árabe.
Bajo el plan B, el estado judío tendría 300.400 judíos y 188.400 árabes (50,000 en el distrito de Haifa), mientras que 90.000 árabes y 76.000 judíos continuarían viviendo bajo gobierno británico.

### Plan C

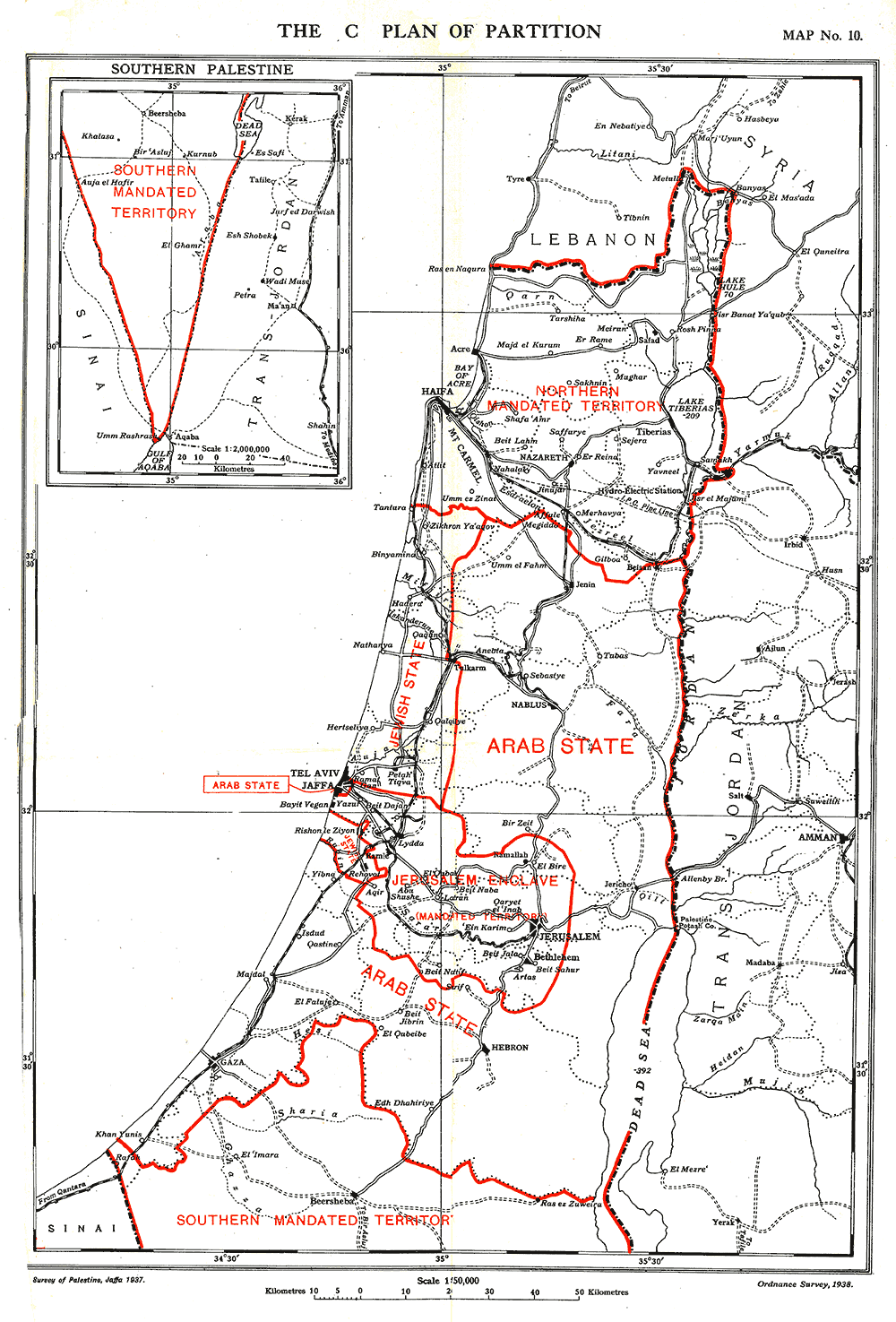
Plan C de la comisión Woodhead

El plan C, una modificación posterior, reduciría el Estado Judía a la región costera entre Zikhron Ya'akov yRejovot, situando el norte de Palestina, incluido el Valle de Jezreel, y la zona semiárida del sur de Palestina, bajo un mandato separado administrado por el mandatario hasta que las poblaciones árabes y judías acordaran su destino final. Una característica esencial del plan era una unión de fronteras en el Estado Árabe, Estado Judío y los territorios bajo mandato.
Plan C recomendado:
- Un Estado Judío de 1258 km cuadrados, en dos partes: La Norte sería una franja de costa 10-20 Km de ancho de Tel Aviv a la zona sobre Zichron Ya'acov, y la zona sur sería una región menor incluyendo Rehovot. La población inicial sería de unos 226.000 judíos y 54.400 árabes.
- Un Estado Árabe de 7393 km cuadrados, consistente mayormente en un segmento que se aproxima a lo que es hoy Cisjordania y la Franja de Gaza, con un amplio corredor conectándolos. La población inicial sería de 8900 judíos y 444.100 árabes.
- Tres territorios bajo mandato británico: Toda Galilea (población inicial 77.300 judíos y 231.400 árabes), un enclave que incluye Jerusalén and Lod (población inicial 80.100 judíos y 211.400 árabes), y la región de Néguev del norte de Beerseba (inicialmente 60.000 árabes).

## Conclusiones
El informe de la comisión se publicó el 9 de noviembre de 1938, concluyó que ningún plan de partición podría desarrollarse en los términos de referencia que, según los miembros de la comisión, ofreciera muchas probabilidades de éxito, para el establecimiento final de unos estados árabes y judíos autónomos. Sin embargo, la comisión concibió posibles planes alternativos.
La comisión rechazó el Plan A, que era la interpretación del plan de la Comisión Peel, basada principalmente en que se requiere una cantidad enorme de transferencia de árabes para reducir su número en el Estado Judío propuesto. Sin embargo, el gobierno británico ya había rechazado la propuesta de Peel de que el movimiento de personas fuera obligatorio, y la comisión consideró que una transferencia voluntaria tampoco se esperaba que ocurriera, porque la población árabe estaba "fuertemente arraigada a la tierra. Además, se esperaban dificultades de desarrollo para los árabes. También, la inclusión de Galilea en el Estado judío se consideraba como no deseada ya que "la población es casi completamente árabe". Los árabes que vivían allí, muy probablemente se resistirían a la inclusión por la fuerza, y la opción crearía un "problema de minoría" que amenazaría la estabilidad regional.
El Plan B fue rechazado pero un miembro lo apoyaba. El problema de Galilea desastroso en el plan B. Incluirla en el estado árabe crearía un gran problema de seguridad para el estado judío, mientras que mantenerla indefinidamente bajo mandato privaría a la gran población árabe de sus derechos de independencia. Los principales problemas apreciados eran también con la disposición Haifa, cuya aproximadamente la mitad de población era judía, y la parte de Palestina que va de Haifa a Beisan y de allí al norte de la frontera.
El Plan C fue el preferido por la comisión. Este plan era una modificación del plan de partición, que habría sido un acuerdo satisfactorio, si el Reino Unido hubiera estado preparado para dar suficiente ayuda para hacer posible al estado árabe equilibrar su presupuesto. En este plan, toda Galilea y corredor de Jaffa a Jerusalén quedarían bajo mandato británico.
Dos miembros de la comisión también añadieron notas de dudas. Russell explicó que el plan B era preferible al C, por ser más acorde con el plan de la Comisión Peel, más probable de asegurar la paz, y más equitativo y práctico. Reid argumentó que los tres planes eran fatalmente defectuosos.

### Economía y finanzas
La comisión también declaró que existían dificultades financieras y económicas "de tal naturaleza que no podemos encontrar forma de superarlas dentro de nuestros términos de referencia". El comité descubrió que "bajo nuestros términos de referencia, no es posible recomendar fronteras que pudieran afrontar una perspectiva razonable de establecimiento final de un estado árabe autosuficiente. Esta conclusión es, en nuestra opinión, igual de válida bajo el plan C, plan B y cualquier otro plan de partición que no implique la inclusión en el estado árabe de un área que contenga un gran número de judíos, cuya contribución a los ingresos por impuestos permitiera, por sí mismo, a ese estado equilibrar su presupuesto". Sugirieron que los estados árabe y judío no fueran fiscalmente independientes sino que, en su lugar, el gobierno de Reino Unido aceptara "la muy considerable responsabilidad" y proporcione ayuda suficiente para que el Estado Árabe equilibre su presupuesto.
En un sumario publicado por Woodhead, señaló dos razones para la inestabilidad financiera del Estado Árabe. "Primero, los ciudadanos judíos de Palestina hacían una contribución per capita mucho más alta que los árabes, además cualquier posible partición dejaría todavía menos judíos en el Estado Árabe. Segundo, la mayor parte de la riqueza árabe recae en los lugares que habrían de convertirse en parte del Estado Judío, debido a su gran población judía. Por ejemplo, aunque árabes judíos poseen aproximadamente la misma cantidad de tierra con cultivos de cítricos, menos de un tercio de las posesiones árabes estarían en el Estado Árabe".
La comisión propuso una partición modificada llamada "federalismo económico" en el que los dos estados entrarían en una unión de fronteras con los territorios permaneciendo bajo mandato, dejando a las autoridades mandatarias determinar la política fiscal. Según el informe: "Las tasas de aduana serían recaudadas por el mandatario, y el excedente neto, tras ciertas cargas comunes, sería distribuido entre las tres áreas según una fórmula acordada, sujeta a revisión periódica... La comisión sugirió que inicialmente la porción de cada área fuera un tercio... Para permitir al Estado Árabe equilibrar su presupuesto sin estar sujeto a control financiero externo, recibiría una porción adicional aparte de la porción de los territorios mandados, bajo condiciones que le darían derecho a participar en la expansión de tasas aduaneras resultantes de un incremento de la prosperidad en el resto de palestina. Este acuerdo podría extenderse, si fuera deseado, para cubrir las comunicaciones internas (ferrocarril, correos y telégrafos) eliminando así ciertas dificultades administrativas a consecuencia de la partición. Mientras este acuerdo mantenga autonomía fiscal de los estados árabes y judíos, será como una comisión, sujeta a ciertas condiciones, para formar una base de acuerdo satisfactoria, siempre que el gobierno de su majestad esté preparado para aceptar   
la considerable carga económica implicada", con el fin de equilibrar el presupuesto del Estado Árabe.

## Críticas
El antiguo Secretario Colonial Leo Amery argumentó que la partición había sido rechazada "por razones equivocadas". Él dijo que el plan de la Comisión Peel basó sus propuestas en áreas donde "judíos y árabes ya predominaban", mientras cumplimentar el mandato requería proporcionar a los judíos suficiente territorio para una inmigración importante. El intento de la comisión Woodhead de incluir las minorías árabes en áreas judías y viceversa llevó a planes que no eran viables. Además, la conclusión fue que un estado árabe autosuficiente debe "continuar disfrutando de los servicios que los impuestos y tasas sobre empresas judías trajeran a una Palestina unida". Según Amery, ningún esquema podría realizarse bajo esa suposiciones.

## Consecuencias
El informe de la Comisión Woodhead fue presentado al parlamento y publicado el 9 de noviembre de 1938. Como resultado, el gobierno emitió una declaración política "Las dificultades políticas, administrativas y financieras implicadas en la propuesta de crear estados árabe y judíos independientes dentro de Palestina, son tan grandes que esta solución del problema es impracticable".
El Ejecutivo de la Agencia Judía para la Tierra de Israel respondió que el informe Woodhead no podía "servir como base de ninguna negociación, ya fuera entre judíos y árabes o entre la Agencia judía y el gobierno [británico]".
A pesar del anuncio británico de que el plan era imposible, sugirió que el acuerdo árabe-judío podía todavía ser posible. En 1939, se invitó a los árabes palestinos, Estados vecinos árabes y a la Agencia Judía a Londres para participar en un tercer intento de resolver la crisis: la Conferencia de St. James (también llamada la conferencia de la Mesa Redonda de 1939). Las recomendaciones fueron finalmente rechazadas por judíos y árabes.